# A Morning Alarm
Pour plus de détails, voir Fiche technique et Distribution.
A Morning Alarm est un film américain muet et en noir et blanc sorti en 1896.

## Présentation
A Morning Alarm (trad. litt.: « Une alarme matinale ») est le premier court métrage documentaire tourné le 14 novembre 1896 aux côtés des pompiers de Newark dans le New Jersey. Il est suivi de Starting for the Fire (trad. litt.: « Partir pour le feu ») et Fighting the Fire (trad. litt.: « Combattre le feu »). Ces petits films sont les premiers d'Edison à suivre une ligne narrative. Ils peuvent être diffusés indépendamment ou ensemble comme un seul film,.

## Fiche technique
- Titre original : A Morning Alarm
- Réalisation : William Heise, James White[4]
- Production : Thomas A. Edison
- Société(s) de production : Edison Manufacturing Company
- Société(s) de distribution : Edison Manufacturing Company
- Pays d’origine :  États-Unis
- Langue originale : muet
- Format : noir et blanc — 35 mm
- Genre : Documentaire
- Durée : 1 minute 23[4]
- Dates de sortie :
  - États-Unis : 27 novembre 1896